# Los Silos
Los Silos település Spanyolországban, Santa Cruz de Tenerife tartományban. Los Silos Buenavista del Norte, Santiago del Teide, El Tanque és Garachico községekkel határos. Lakosainak száma 4705 fő (2024).

## Népesség
A település népessége az elmúlt években az alábbi módon változott:
| Lakosok száma | 5332 | 5547 | 5313 | 5254 | 5119 | 4727 | 4848 | 4693 | 4644 | 4705 |
|               | 2001 | 2004 | 2007 | 2009 | 2012 | 2014 | 2017 | 2019 | 2022 | 2024 |